# Panthéon de la musique canadienne
 (mars 2025).
Si vous disposez d'ouvrages ou d'articles de référence ou si vous connaissez des sites web de qualité traitant du thème abordé ici, merci de compléter l'article en donnant les références utiles à sa vérifiabilité et en les liant à la section « Notes et références ».

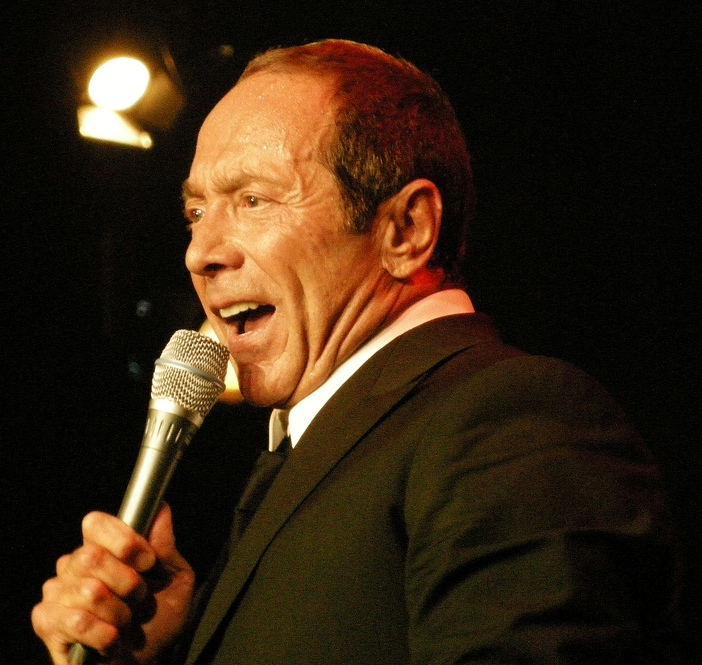
Le chanteur Paul Anka

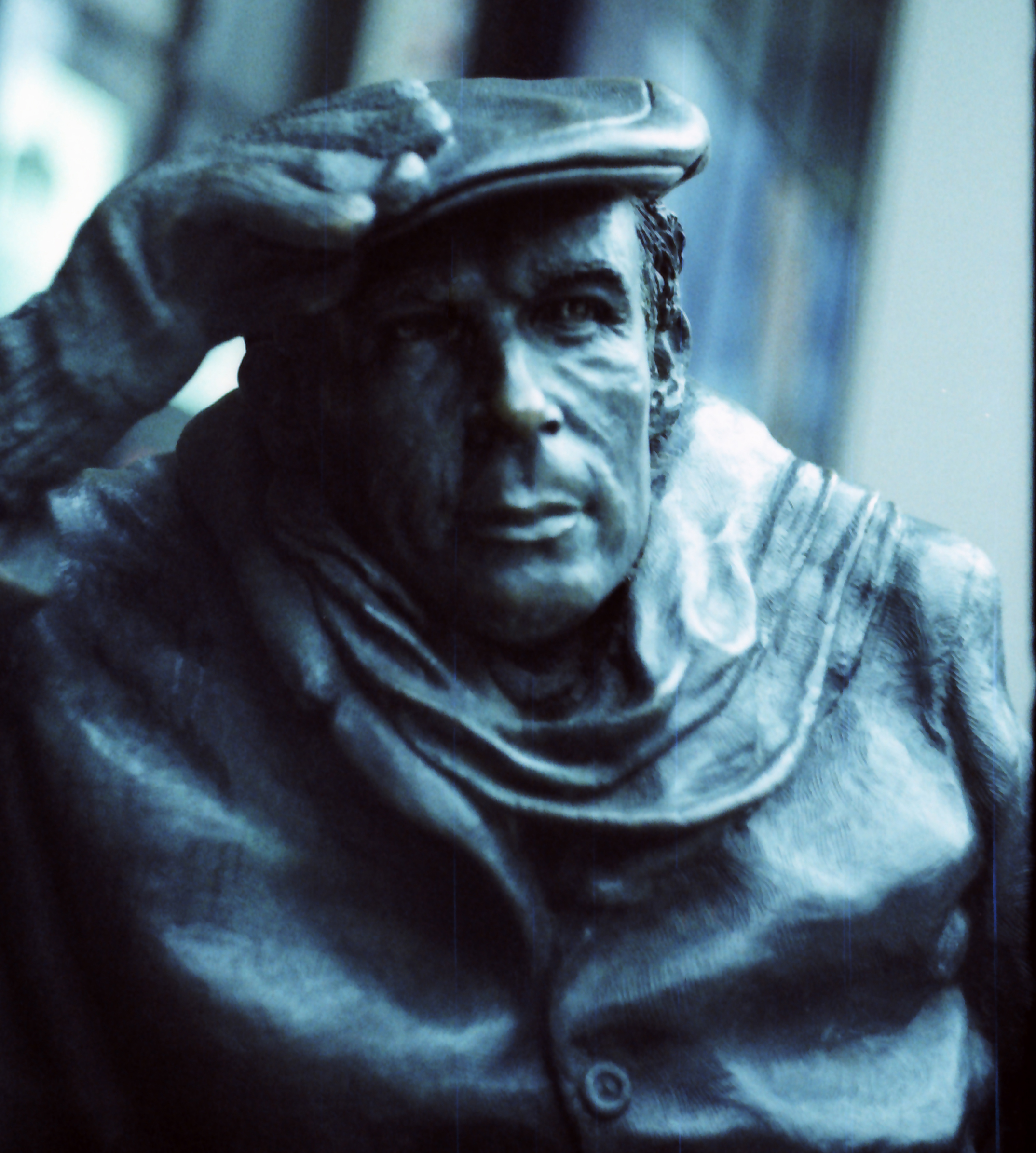
Le pianiste Glenn Gould

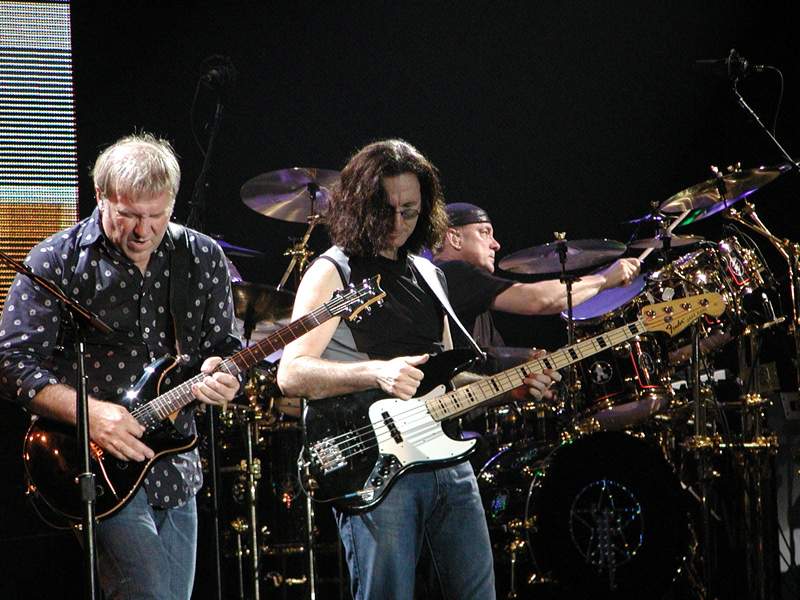
Le groupe Rush

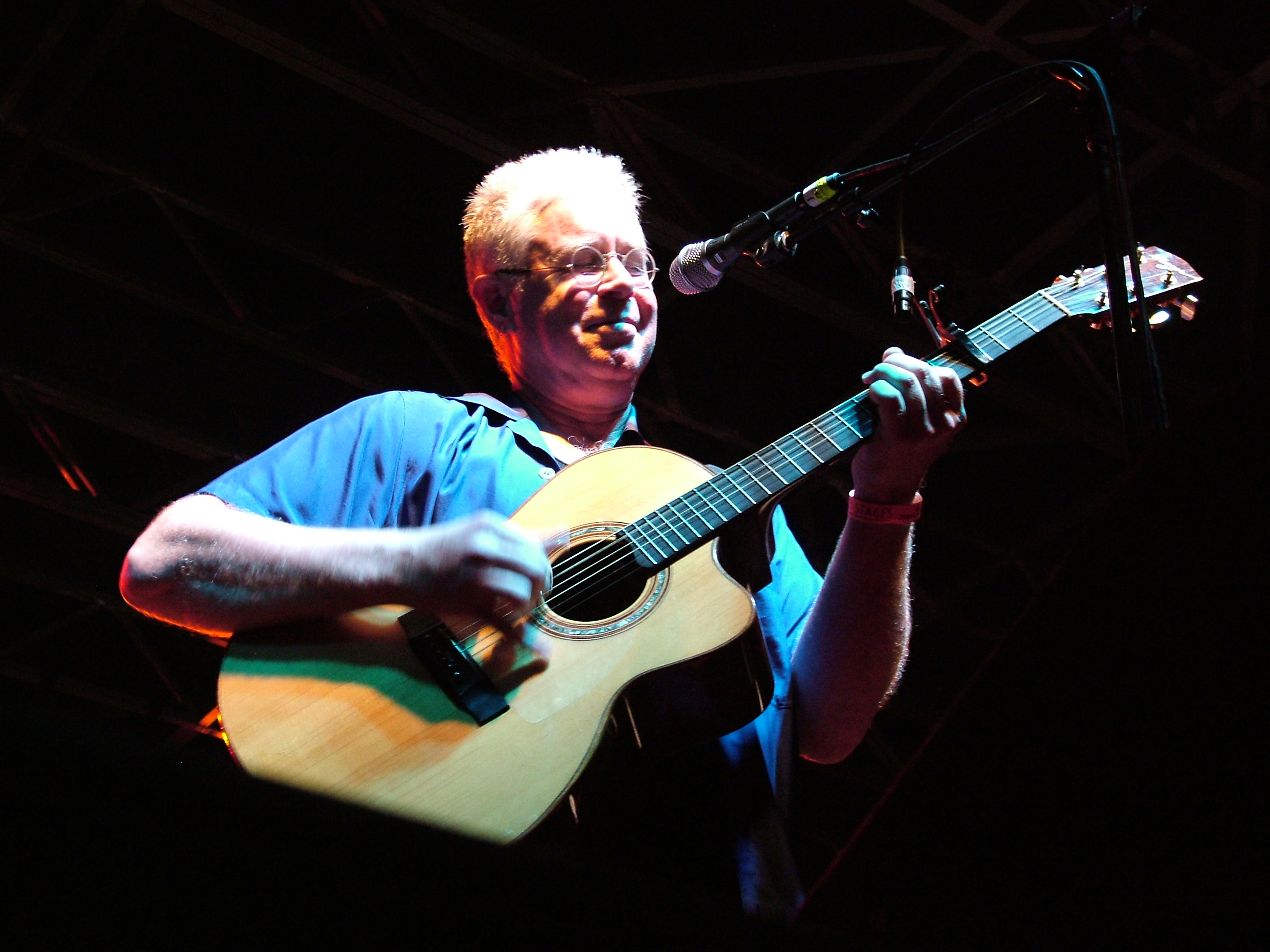
Le chanteur Bruce Cockburn

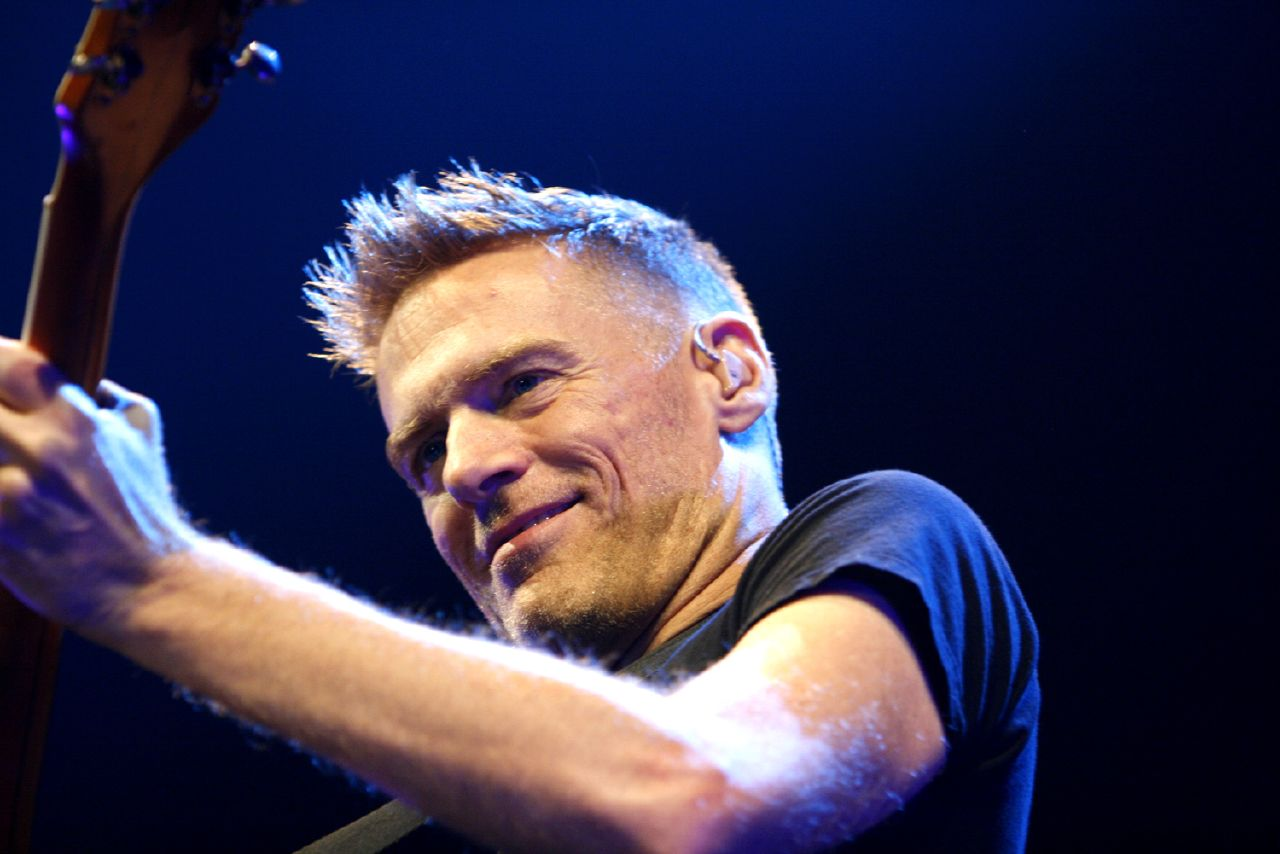
Le chanteur Bryan Adams

Le Panthéon de la musique canadienne (anglais : The Canadian Music Hall Of Fame) a été fondé par l'Académie canadienne des arts et des sciences de l'enregistrement en 1978.

## Artistes intronisés
Le Panthéon de la musique canadienne rend hommage aux artistes canadiens qui ont atteint un succès commercial et ont eu un impact positif sur la musique canadienne tant au pays qu'autour du monde.
Jusqu'à maintenant, le Panthéon ne s'est intéressé qu'à la musique du Canada anglais ; les seuls francophones intronisé sont Luc Plamondon(1999) et Diane Dufresne(2023). Par contre, il faut préciser que Leonard Cohen et Corey Hart sont deux Québécois qui, même si leur musique est anglophone, parlent français.
- 1978 : Guy Lombardo, Oscar Peterson
- 1979 : Hank Snow
- 1980 : Paul Anka
- 1981 : Joni Mitchell
- 1982 : Neil Young
- 1983 : Glenn Gould
- 1984 : The Crew-Cuts, The Diamonds, The Four Lads
- 1985 : Wilf Carter
- 1986 : Gordon Lightfoot
- 1987 : The Guess Who
- 1989 : The Band
- 1990 : Maureen Forrester
- 1991 : Leonard Cohen
- 1992 : Ian and Sylvia
- 1993 : Anne Murray
- 1994 : Rush
- 1995 : Buffy Sainte-Marie (révoqué en 2025[1])
- 1996 : David Clayton-Thomas, Denny Doherty, John Kay, Domenic Troiano, Zal Yanovsky
- 1997 : Lenny Breau, Gil Evans, Maynard Ferguson, Moe Koffman et Rob McConnell
- 1998 : David Foster
- 1999 : Luc Plamondon
- 2000 : Bruce Fairbairn
- 2001 : Bruce Cockburn
- 2002 : Daniel Lanois
- 2003 : Tom Cochrane, Ronnie Hawkins
- 2004 : Bob Ezrin
- 2005 : The Tragically Hip
- 2006 : Bryan Adams
- 2007 : Bob Rock
- 2008 : Triumph
- 2009 : Loverboy
- 2010 : April Wine
- 2011 : Shania Twain
- 2012 : Blue Rodeo
- 2013 : K.d. lang
- 2014 : Bachman-Turner Overdrive
- 2015 : Alanis Morissette
- 2016 : Burton Cummings
- 2017 : Sarah McLachlan
- 2018 : Barenaked Ladies
- 2019 : Bobby Curtola, Chilliwack, Corey Hart, Cowboy Junkies et Andy Kim
- 2021 : Jann Arden
- 2022 : Deborah Cox
- 2023 : Terri Clark, Diane Dufresne, Oliver Jones, Nickelback et Trooper